# Litchfield (Maine)
Litchfield és una població dels Estats Units a l'estat de Maine (EUA). Segons el cens del 2000 tenia 3.110 habitants.

## Demografia
Segons el cens del 2000, Litchfield tenia 3.110 habitants, 1.190 habitatges, i 897 famílies. La densitat de població era de 32,1 habitants/km².
Dels 1.190 habitatges en un 35% hi vivien nens de menys de 18 anys, en un 60,5% hi vivien parelles casades, en un 8,4% dones solteres, i en un 24,6% no eren unitats familiars. En el 18,1% dels habitatges hi vivien persones soles el 5,6% de les quals corresponia a persones de 65 anys o més que vivien soles. El nombre mitjà de persones vivint en cada habitatge era de 2,61 i el nombre mitjà de persones que vivien en cada família era de 2,93.
Per edats la població es repartia de la següent manera: un 26,3% tenia menys de 18 anys, un 5,6% entre 18 i 24, un 31,6% entre 25 i 44, un 26,4% de 45 a 60 i un 10,1% 65 anys o més.
L'edat mediana era de 38 anys. Per cada 100 dones de 18 o més anys hi havia 99,3 homes.
La renda mediana per habitatge era de 41.096 $ i la renda mediana per família de 42.220 $. Els homes tenien una renda mediana de 33.000 $ mentre que les dones 25.225 $. La renda per capita de la població era de 17.835 $. Entorn del 5,7% de les famílies i el 8,1% de la població estaven per davall del llindar de pobresa.